# Phil Fuldner
Phil Fuldner (* 2. August 1973 in Marl im Kreis Recklinghausen), eigentlich Philipp André Fuldner, ist ein deutscher DJ und Musikproduzent.

## Leben
Fuldner arbeitete zunächst unter anderem als Model für Levi Strauss & Co. und Adidas sowie als Moderator für Fernsehsender wie MTV Central.
Im Jahre 1995 gründete er zusammen mit Moguai ein eigenes Tonstudio, in dem beide seither gemeinsam produzieren. Der größte Erfolg von Fuldner war The Final, eine Coverversion eines Soundtrackthemas der Zeichentrickserie Captain Future von Christian Bruhn.
Fuldner veröffentlicht seine Tonträger unter seinem eigenen Plattenlabel. Sein Repertoire reicht von allen Varianten der Housemusik über Progressive, Techhouse bis hin zum Funk mit 80s-Sounds, in die er gelegentlich Livegesang mischt.

## Diskografie

### Singles
| Release | Titel                         | Artist                                         | Label              |
| ------- | ----------------------------- | ---------------------------------------------- | ------------------ |
| 1998    | The Final                     | Phil Fuldner                                   | Kosmo Records      |
| 1998    | S_Express                     | Phil Fuldner                                   | Kosmo Records      |
| 2000    | You Can’t Fight What You Feel | Phil Fuldner                                   | Kosmo Records      |
| 2001    | Miami Pop                     | Phil Fuldner                                   | Kosmo Records      |
| 2003    | (Never) Too Late              | Phil Fuldner                                   | Kosmo Records      |
| 2007    | Do It                         | Phil Fuldner                                   | Polo Records       |
| 2008    | Brighter                      | Phil & Dan                                     | Pooledmusic        |
| 2009    | La Mania                      | Fuldner vs. Pooley                             | Vendetta Records   |
| 2009    | Say Boy                       | Phil Fuldner                                   | Starlight          |
| 2010    | Play                          | Phil Fuldner                                   | Big & Dirty        |
| 2010    | Miami Pop 2010                | Phil Fuldner                                   | Kosmo Records      |
| 2010    | Regulate                      | Phil Fuldner & Daniel Dinsing pres. Phil & Dan | Pooledmusic        |
| 2010    | Lights Off                    | Phil Fuldner                                   | Opaque             |
| 2011    | Where Will You Go?            | Phil Fuldner                                   | LoudBit            |
| 2011    | Collide                       | Phil Fuldner                                   | Deeperfect Records |
| 2011    | 99                            | Phil Fuldner                                   | Hotfingers         |
| 2011    | Shake It                      | Phil Fuldner                                   | Juicy Music        |
| 2011    | Last Soul for Tonight         | Phil Fuldner                                   | Hotfingers         |
| 2011    | Zoana                         | Fuldner vs. Pooley                             | Stereo Productions |
| 2011    | Take Me Back                  | Phil Fuldner                                   | Rising Music       |
| 2012    | Sexy Dancer / Death Disco     | Phil Fuldner                                   | Blacksoul Music    |
| 2012    | Tuesday P.M.                  | Phil Fuldner                                   | Disc Doctor        |
| 2013    | Music Got Me                  | Phil Fuldner                                   | We Play            |
| 2013    | Get Down                      | Phil Fuldner                                   | Guesthouse Music   |
| 2013    | Ruby                          | Phil Fuldner                                   | Nervous Records    |
| 2013    | Everybody Loves               | Phil & Dan                                     | Blacksoul Music    |
| 2014    | Aramis                        | Phil Fuldner                                   | We Play            |

### Remixe (Auswahl)
- Tocadisco: Alright (Phil Fuldner Remix)
- Dominica: Gotta Let You Go (Phil Fuldner Remix)
- Moony: Dove (Phil Fuldner Remix)
- Harry 'Choo Choo' Romero: Tania (Phil Fuldner Remix)
- Ich + Ich: Umarme mich (Phil Fuldner Remix)
- Laserkraft 3D: Musik (Phil Fuldner Remix)
- Kh33n feat. David Edwards: Watching You (Phil Fuldner Remix)
- Carsten Bohn's Bandstand: Titelmelodie aus TKKG (Phil Fuldner Remix)